# Pape Sow
Pape Sow (pronunciado Pop So) (Dakar, Senegal, 22 de noviembre de 1981) es un exjugador profesional de baloncesto senegalés. Mide 2,08 y jugaba en la posición de pívot.

## Trayectoria deportiva

### Universidad
Jugó durante 3 temporadas, entre 2001 y 2004 en los Titans de la Universidad de California-Fullerton, en las que promedió 15,8 puntos y 9 rebotes por partido.

### Profesional
Fue elegido por Miami Heat en el puesto 47, en la segunda ronda del Draft de la NBA de 2004, pero inmediatamente traspasó sus derechos a Toronto Raptors, a cambio de los del pívot español Albert Miralles. En su primera temporada mostró unas grandes cualidades físicas, pero a pesar de ello su papel en el equipo fue testimonial, promediando solamente 2,3 puntos y 2,1 rebotes por partido. Después de perderse toda la pretemporada 2005-2006 a causa de una lesión, fue enviado al equipo de los Arkansas RimRockers de la NBA Development League, donde se ganó a los fanes tras anotar 40 puntos ante los Fort Worth Flyers. En un partido contra los Austin Toros consiguió 27 puntos y 24 rebotes, el máximo de su carrera.
Fue repescado por los Raptors en 2006, pero las continuas lesiones han impedido que su carrera en la NBA sea de momento demasiado fructífera. En verano de 2007 fichó por el Rieti de la Serie A. 
El pívot senegalés de 2,08 metros de altura en 2009 inició la temporada en Asseco Prokom Gdynia (9,3 puntos, 5,6 rebotes y 1,4 tapones en Euroliga), a mitad de temporada se marchó a España para jugar en el Club Baloncesto Lucentum Alicante de la ACB. En agosto de 2010 amplió su contrato con el Meridiano Alicante por una temporada más. En diciembre de 2010, y tras rescindir su contrato fichó por el Caja Laboral Baskonia por un mes, pero terminaría jugando hasta el final de la temporada.
En la temporada 2011/12 el pívot senegalés firma con el FIATC Joventut para defender la camiseta verdinegra. En principio el acuerdo era por un mes con la posibilidad de ampliarlo hasta el final de temporada, pero la entidad badalonesa lo desvincula al poco tiempo.
En los últimos años de su carrera como jugador profesional actuó en equipos de Irán, Líbano y Baréin, pero regresó a Europa en 2014 para disputar el campeonato del Centro Sportivo Italiano
con el equipo milanés Polisportiva Oratorio Binzago.

## Selección nacional
Disputó el Afrobasket 2007 y el Afrobasket 2009 con la selección de baloncesto de Senegal.

## Estadísticas de su carrera en la NBA

### Temporada regular
| Año     | Equipo  | PJ | PT | MPP  | %TC  | %3P | %TL  | RPP | APP | ROB | TPP | PPP |
| ------- | ------- | -- | -- | ---- | ---- | --- | ---- | --- | --- | --- | --- | --- |
| 2004-05 | Toronto | 27 | 4  | 9.4  | .397 | -   | .593 | 2.1 | .1  | .4  | .1  | 2.3 |
| 2005-06 | Toronto | 42 | 25 | 14.0 | .431 | -   | .719 | 3.5 | .2  | .5  | .5  | 3.5 |
| 2006-07 | Toronto | 7  | 0  | 4.9  | .333 | -   | .667 | 1.6 | .3  | .1  | .1  | 1.4 |
| Total   | Total   | 76 | 29 | 11.6 | .416 | -   | .678 | 2.8 | .2  | .4  | .3  | 2.9 |